# Edmund Richner
Edmund Gottlieb Richner (* 7. September 1900 in St. Gallen; † 27. April 1994 in Zürich, reformiert, heimatberechtigt in Zürich und Rohr) war ein Schweizer Journalist, Redaktor und Politiker (FDP).

## Biografie
Edmund Richner kam am 7. September 1900 in St. Gallen als Sohn des Pfarrers Rudolf Richner und der Elisabeth geborene Diem zur Welt. Er nahm die Studien der Wirtschafts- und Rechtswissenschaften an der Universität Zürich auf, die er 1930 mit dem Erwerb des akademischen Grades eines Dr. oec. beendete.
Edmund Richner begann seine berufliche Laufbahn im Jahr 1926 als Mitarbeiter bei der Neuen Zürcher Zeitung. 1927 übernahm er die Parlamentsberichterstattung aus dem Grossen Stadtrat (heute Gemeinderat Stadt Zürich), später aus dem Zürcher Kantons- und dem Nationalrat. 1933 wurde ihm die Zeichnungsberechtigung erteilt, und von 1935 bis Ende Juni 1967 leitete er die Inlandredaktion.
Als Mitglied des Organisationskomitees und Präsident des Pressekomitees setzte er sich für die Landesausstellung 1939 ein.
Von 1948 bis 1950 war er Präsident des Vereins der Schweizer Presse (heute Impressum).
Edmund Richner, der Mitglied der Zunft zum Kämbel war, heiratete im Jahr 1948 Hildegard geborene Wiesmann. Er verstarb am 27. April 1994 in seinem 94. Lebensjahr in Zürich.

## Politische Laufbahn
Als Mitglied der Freisinnig-Demokratischen Partei (FDP) amtierte Edmund Richner zunächst von 1928 bis 1947 im Grossen Stadtrat Zürich. In unmittelbarer Folge vertrat er seine Partei bis 1971 im Zürcher Kantonsrat, den er 1960/1961 präsidierte. Dazu stand er der FDP des Kantons Zürich zwischen 1948 und 1952 als Präsident vor. Mit starkem Engagement setzte er sich von Anfang an für das Frauenstimmrecht als Vollendung der direkten Demokratie ein.
Richners Einsatz galt während des Zweiten Weltkriegs dem nationalen Zusammenhalt. In der Nachkriegszeit sprach er sich journalistisch sowie politisch mit Nachdruck für den Ausbau der Verkehrsinfrastruktur aus. So gehörte er dem Initiativkomitee für den Bau des Flughafens Kloten an und setzte sich für den Ausbau des Nationalstrassennetzes ein. Er trat der Nationalen UNESCO-Kommission bei und vertrat die Schweiz im Auftrag des Bundesrates wiederholt als Delegierter an Generalkonferenzen der UNESCO.

## Werke (Auswahl)
- Le Mercier de la Rivière. Ein Führer der physiokratischen Bewegung in Frankreich (= Zürcher volkswirtschaftliche Forschungen. Band 19). Girsberger, Zürich 1931 (zugl. Diss. Univ. Zürich 1930).[2]
- Walter Bissegger: Chefredaktor der Neuen Zürcher Zeitung von 1885 bis 1915 (= Persönlichkeit und Zeitung. Band IV). Verlag Neue Zürcher Zeitung, Zürich 1983.